# Abu Dhabi Mall
Abu Dhabi Mall es un centro comercial en el centro de Abu Dabi en los Emiratos Árabes Unidos. Se inauguró el 15 de mayo de 2001 y cuenta con más de 200 tiendas, patio de comidas y cine. Está ubicado al lado del hotel Beach Rotana, con una entrada interna directa desde el hotel. En enero de 2017, Forbes reconoció a Abu Dhabi Mall como uno de los mejores centros comerciales de Abu Dabi.